# Tatar (województwo łódzkie)
Tatar – wieś sołecka w Polsce położona w województwie łódzkim, w powiecie bełchatowskim, w gminie Szczerców.
Parafia św. Michała w Chabielicach. W skład sołectwa Tatar wchodzi także miejscowość Puszcza.

## Części wsi
| SIMC    | Nazwa   | Rodzaj    |
| ------- | ------- | --------- |
| 1066892 | Puszcza | część wsi |

## Historia
W latach 40. XIX wieku z dóbr Osiny wydzielono i rozparcelowano dużą część gruntów rolnych. Działki te wydzierżawiono bądź sprzedano okolicznym chłopom. W krótkim czasie powstała sporej wielkości kolonia. Miejscowość nosiła nazwę Huby Osińskie.
Zagrody budowane były wzdłuż dwóch dróg rozdzielonych pasem pól i pastwisk o szerokości około 1 km. W latach 50. XIX wieku są to już dwa oddzielne organizmy wiejskie, dwie kolonie, położony bliżej Chabielic Tatar i Janówka.
W latach 70. XIX wieku we wsi było 307 mieszkańców, 31 zagród i wieś zajmowała 394 morgi obszaru. Tatar należał do parafii i gminy Chabielice w powiecie piotrkowskim, w guberni piotrkowskiej.
Po I wojnie światowej, w II Rzeczypospolitej terytorialnie wieś należała do gminy Chabielice w powiecie piotrkowskim, w województwie łódzkim. Podlegała pod sąd pokoju w Bełchatowie i sąd okręgowy w Piotrkowie Trybunalskim.
W PRL wieś o charakterze rolniczym z 3-oddziałową szkołą podstawową, w gminie Chabielice, w powiecie piotrkowskim, w województwie łódzkim. Od 1954 w powiecie bełchatowskim. W latach 1975–1998 miejscowość należała administracyjnie do gminy Szczerców w województwie piotrkowskim.